# Gave de Cauterets
Le gave de Cauterets est un torrent pyrénéen français, affluent gauche du gave de Pau à Soulom dans le département des Hautes-Pyrénées. Sa partie amont porte les noms successifs de ruisseau du Port du Marcadau, gave des Batans, gave du Marcadau et gave de Jéret.

## Hydronymie
« Le terme « gave » désigne un cours d'eau dans les Pyrénées occidentales. Il s'agit d'un hydronyme préceltique désignant de manière générale un cours d'eau. Ce nom de gave est utilisé comme nom commun et a une très grande vitalité, presque envahissante, puisque certains cours d'eau pyrénéens ont perdu, depuis un siècle, leur nom local pour devenir « le gave de... » ».
Il tire son nom de la station thermale et de sports d'hiver de Cauterets.

## Géographie
Selon le Sandre, le gave de Cauterets est un cours d'eau qui prend successivement, d'amont vers l'aval, les noms de ruisseau du port du Marcadau, gave des Batans, gave du Marcadau, gave de Jéret et enfin gave de Cauterets.
Le ruisseau du port du Marcadau prend sa source dans les Hautes-Pyrénées, vers 2 350 mètres d'altitude, sur la commune de Cauterets, en contrebas du pic Falisse et de la pointe de la Muga Nord, près du lieu-dit Hount Frido.
Après avoir reçu en rive gauche les eaux du gave de Cambalès, il prend le nom de gave des Batans. Celui-ci est grossi par le gave d'Arratille en rive droite. Leur réunion forme le gave du Marcadau, qui arrose la vallée du Marcadau.
Au niveau du site du pont d'Espagne, le gave de Gaube rejoint le gave du Marcadau en rive droite par deux bras dont le plus important, celui de l'ouest, se termine par la cascade du Pont d'Espagne. La jonction des deux gaves donne naissance au gave de Jéret dont le cours est agrémenté de plusieurs cascades jusqu'à la Raillère, lieu où le gave de Lutour vient mêler ses eaux. C'est seulement à partir de cet endroit que le cours d'eau prend le nom de gave de Cauterets. Il traverse le village de Cauterets où il reçoit en rive gauche le gave de Cambasque.
Après avoir bordé à deux reprises la commune de Pierrefitte-Nestalas, il rejoint le gave de Pau (également appelé ici gave de Gavarnie) en rive gauche, à 457 mètres d'altitude sur la commune de Soulom.
La longueur de l'ensemble formé par le ruisseau du Port du Marcadau, le gave des Batans, le gave du Marcadau, le gave de Jéret et le gave de Cauterets est de 26,3 km pour un bassin versant de 180 km2.

### Communes et département traversés
Le parcours du gave de Cauterets s'effectue à l'intérieur du département des Hautes-Pyrénées. Il n'arrose que trois communes, Cauterets en amont, Pierrefitte-Nestalas et Soulom dans sa partie aval.

## Affluents
Parmi les 34 affluents du gave de Cauterets répertoriés par le Sandre, les deux plus longs se trouvent en rive droite : le gave de Gaube avec 8,6 km et le gave de Lutour, long de 12,4 km, en provenance des Oulettes d'Estom Soubiran.
En rive gauche, deux affluents sont notables : le gave d'Ilhéou (ou gave de Cambasque dans sa partie aval), long de 7,2 km, en provenance du Grand Barbat (2 813 m) par Cambasque ; le ruisseau de Catarrabes, 4,5 km, qui draine le versant compris entre le Moun Né (2 724 m) et le pic du Cabaliros (2 334 m).

## Hydrologie
Le débit du gave de Cauterets a été observé sur une période de 28 ans (1960-1987), à la station hydrologique de Cauterets, au pont de Fanlou. À cet endroit, le bassin versant représente 135 km2, soit 75 % de celui du cours d'eau.
Le module y est de 7,79 m3/s.
Le gave de Cauterets présente une période de hautes eaux caractéristique du régime nival, avec un débit mensuel moyen évoluant dans une fourchette de 13,8 à 20,0 m3/s, de mai à juillet inclus (avec un maximum en juin). Lors de la période de basses eaux, le débit moyen mensuel descend jusqu'à 3,24 m3/s au mois de février. Cependant ces chiffres ne sont que des moyennes et les fluctuations de débit peuvent être plus importantes selon les années et sur des périodes plus courtes.
À l'étiage le VCN3 peut chuter jusque 1,60 m3/s, en cas de période quinquennale sèche, soit 1 600 litres par seconde.
Les crues peuvent s'avérer importantes. Les QIX 2 et QIX 5 valent respectivement 38 et 49 m3/s. Le QIX 10 est de 55 m3/s, le QIX 20 de 62 m3/s, tandis que le QIX 50 se monte à 70 m3/s.
Le débit journalier maximal enregistré à la station de Cauterets durant cette période a été de 72 m3/s le 9 novembre 1984.
Le gave de Cauterets est un cours d'eau très abondant. La lame d'eau écoulée dans son bassin versant est de 1 821 millimètres annuellement, ce qui est plus de cinq fois supérieur à la moyenne de la France entière tous bassins confondus (320 millimètres). Le débit spécifique du gave de Cauterets (ou Qsp) atteint ainsi à Cauterets le chiffre de 57,7 litres par seconde et par kilomètre carré de bassin.

## Monuments ou sites remarquables à proximité
- Toute la partie en amont des Anciens bains du Bois au lieu-dit la Raillère se trouve dans le parc national des Pyrénées.
- Le site du Pont d'Espagne.
- Les cascades du gave de Jéret et la cascade du Lutour.
- L'ancienne gare ferroviaire de Cauterets, inscrite au titre des monuments historiques pour ses façades et toitures[8].
- L'église de Nestalas, à Pierrefitte-Nestalas, inscrite au titre monuments historiques[9].
- L'église de Soulom, inscrite au titre des monuments historiques[10].

## Protection environnementale
Le Gave fait partie d'une zone naturelle protégée, classée ZNIEFF de type 1.

## Galerie de photos

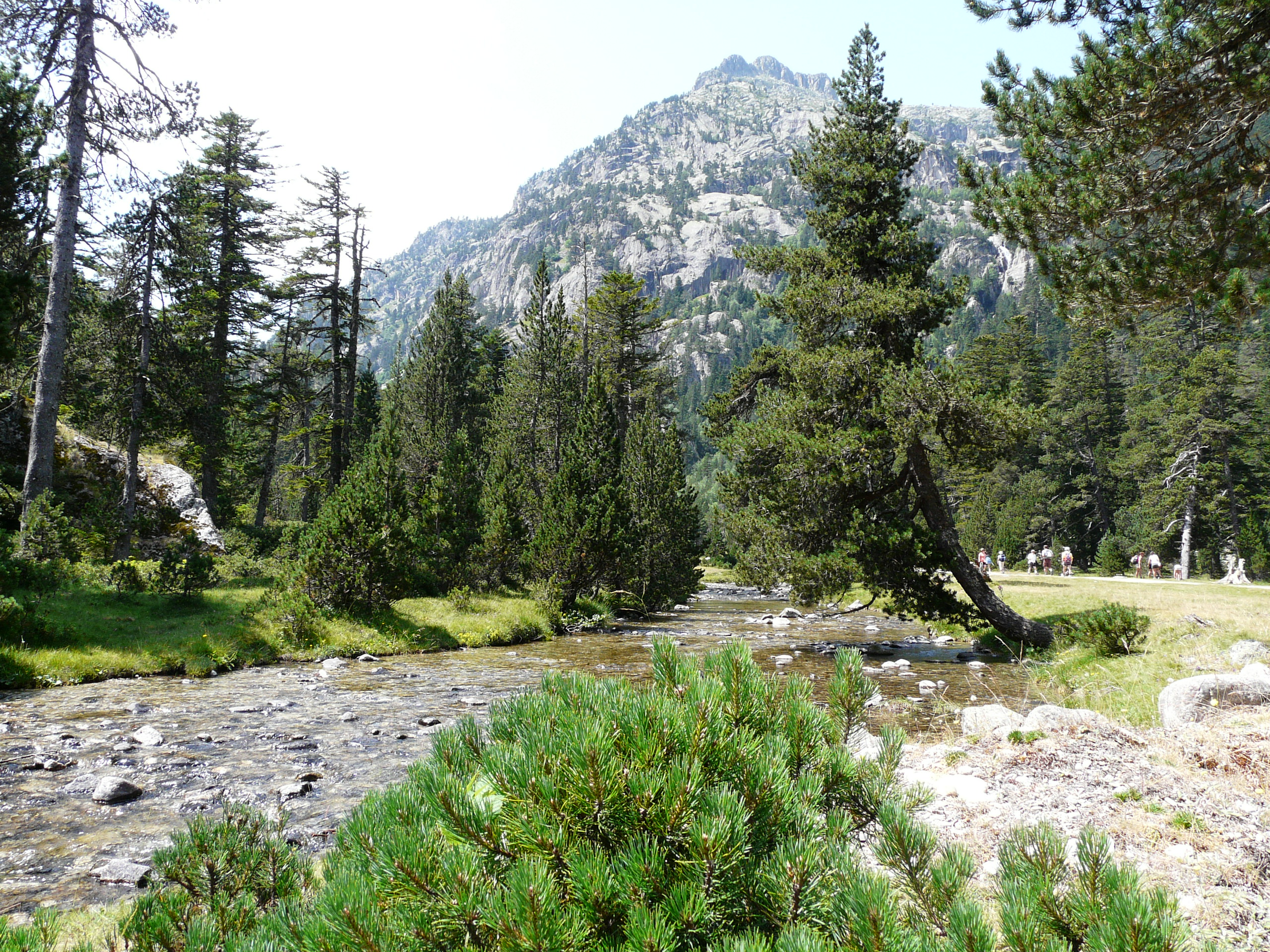
La vallée du Marcadau.
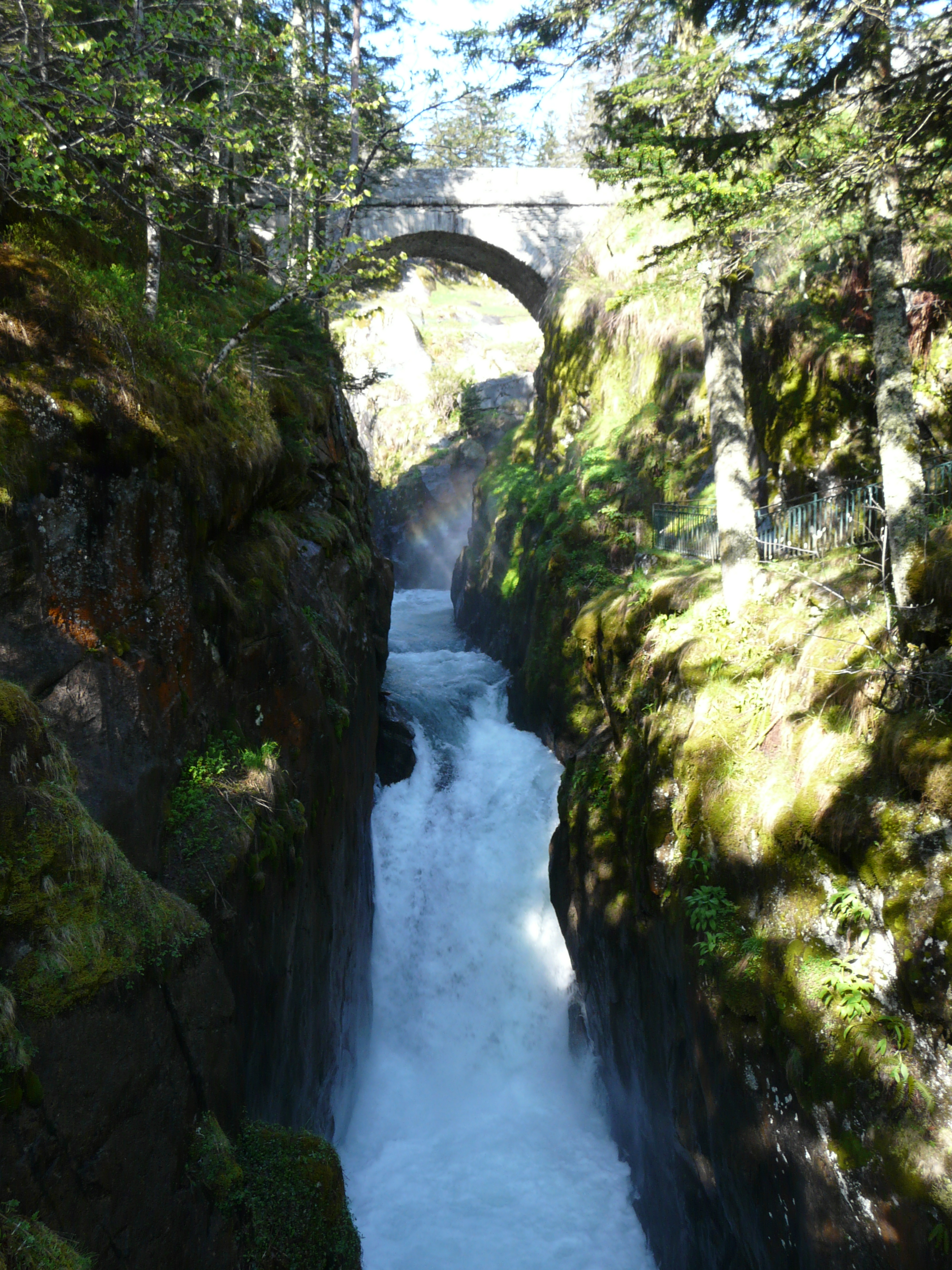
Le pont d'Espagne.
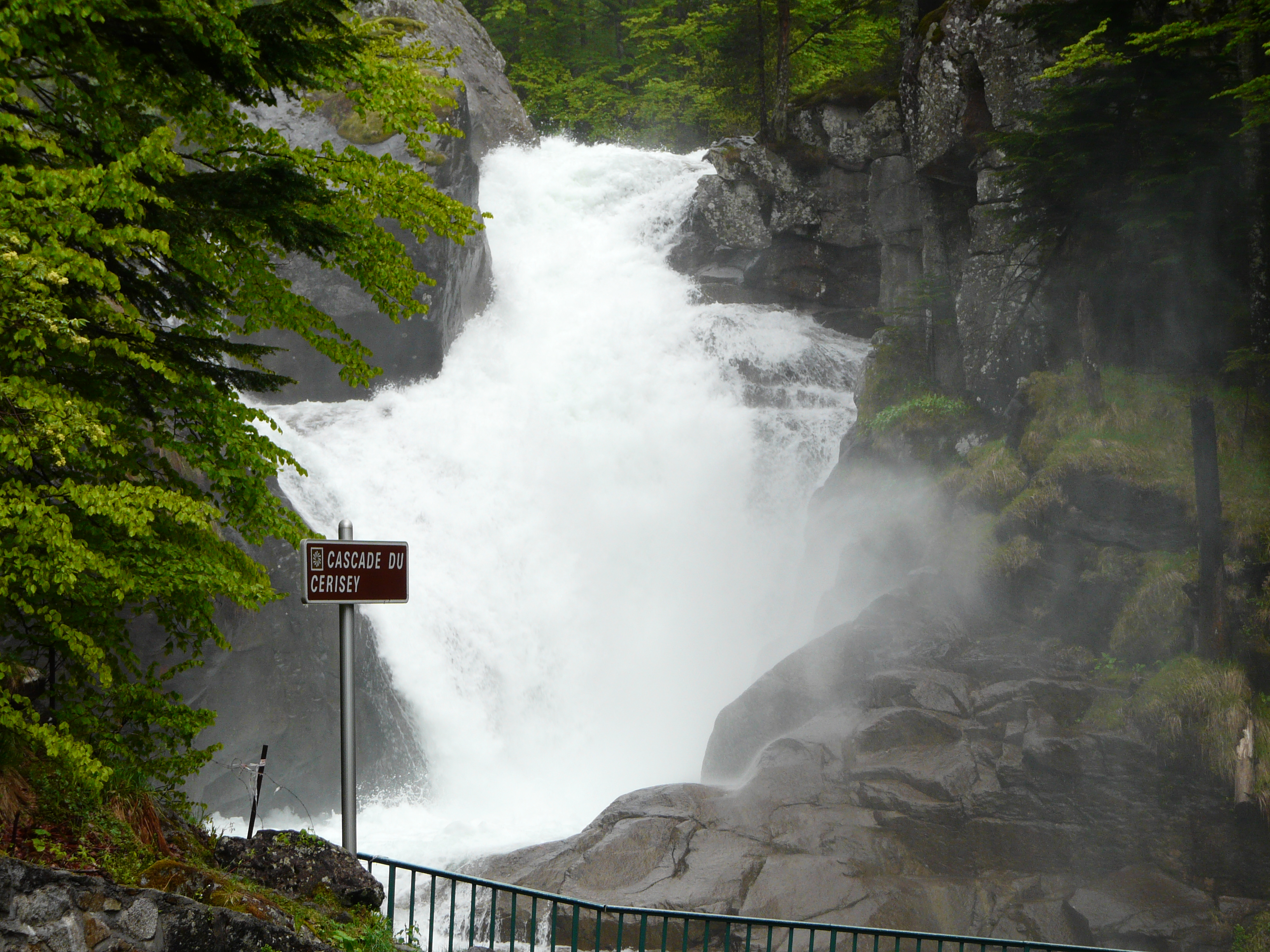
La cascade du Cerisey sur le gave de Jéret.
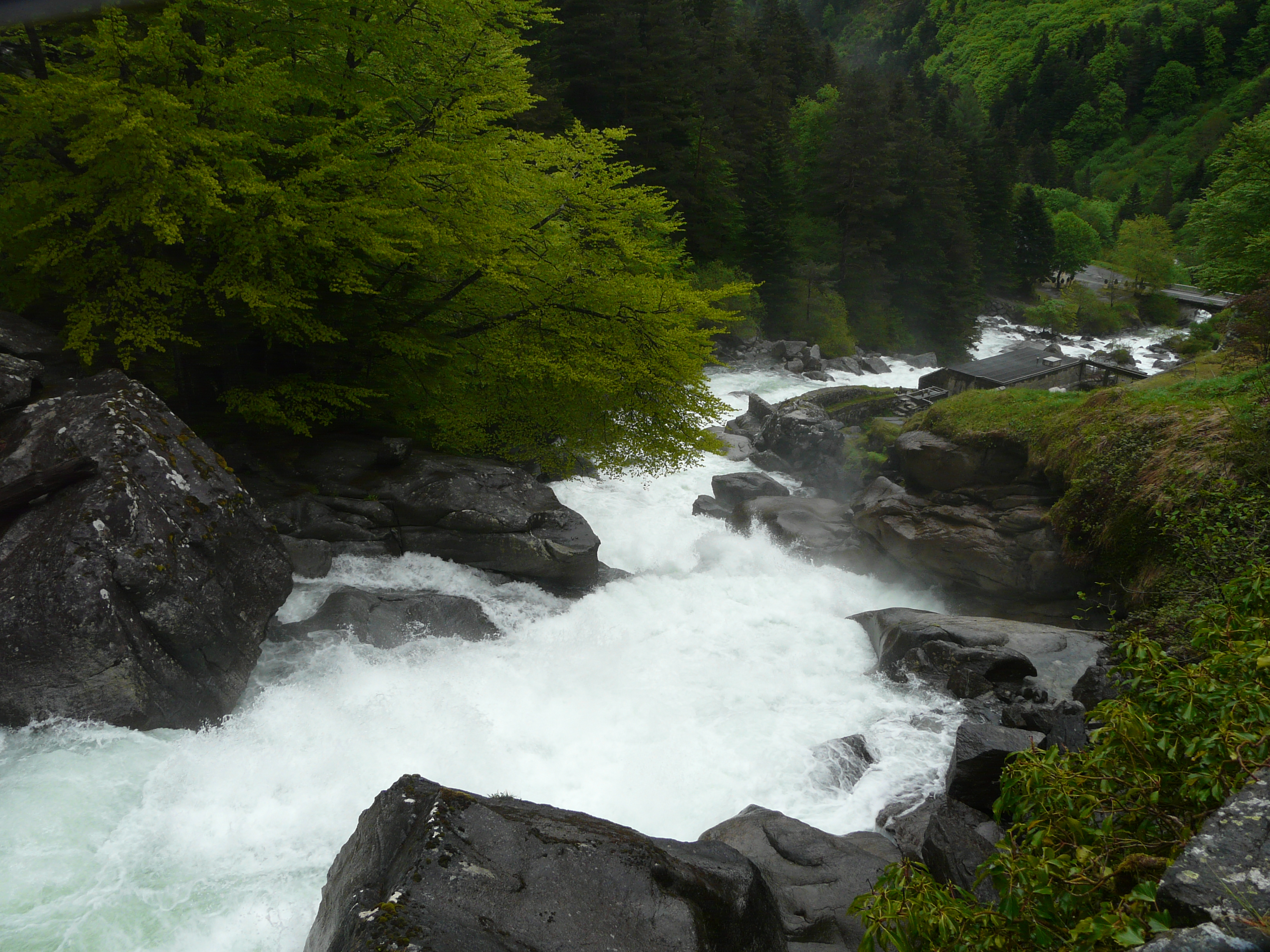
Le gave de Jéret en amont de la Raillère.
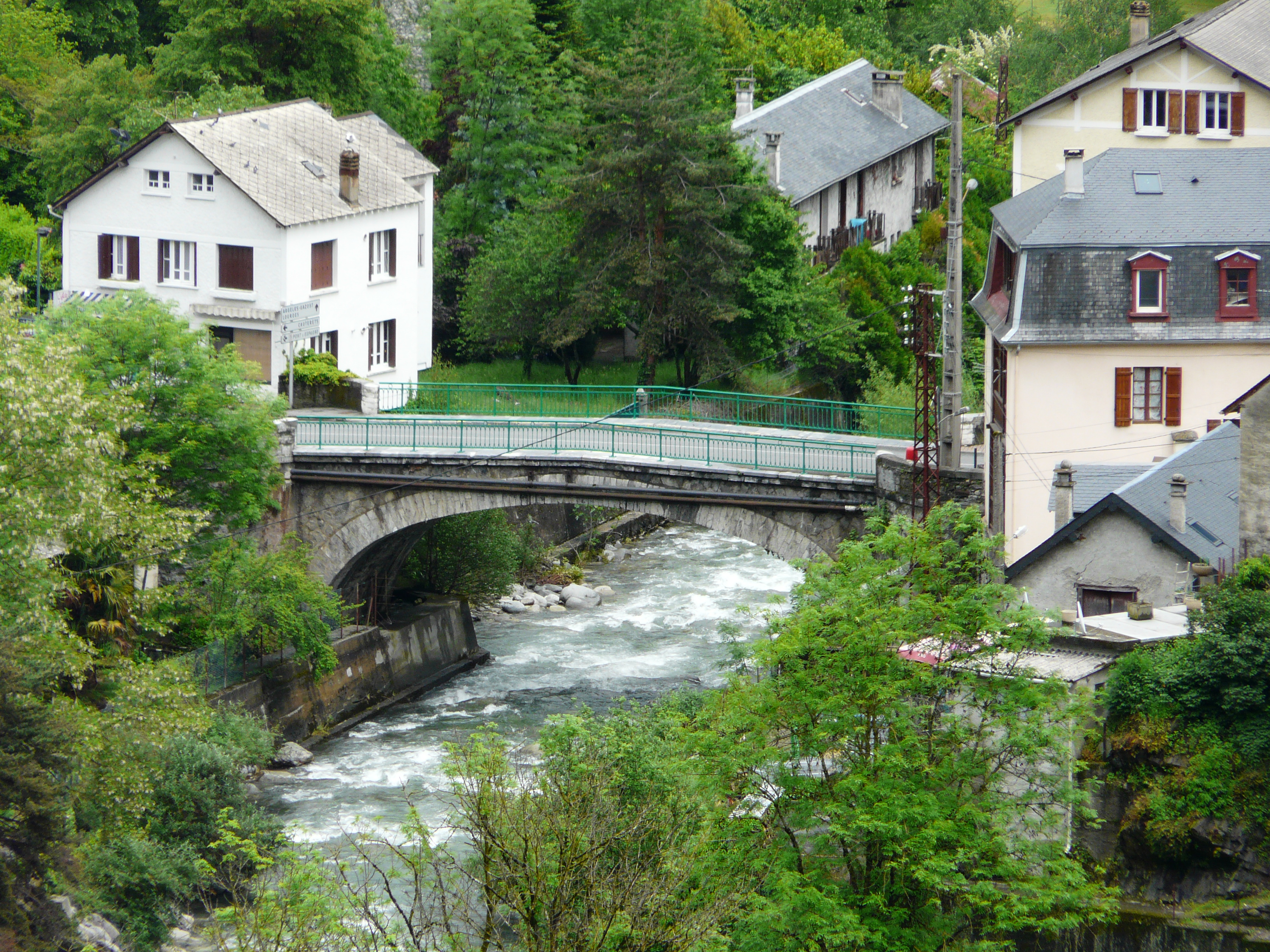
Le gave de Cauterets à Soulom.